# Bracon brunniantennatus
Bracon brunniantennatus är en stekelart som beskrevs av Granger 1949. Bracon brunniantennatus ingår i släktet Bracon och familjen bracksteklar. Inga underarter finns listade.